# Nuno Esgueirão
Nuno Filipe Esgueirão Duarte Vieira (sinh ngày 11 tháng 1 năm 1999 ở Coimbra) là một cầu thủ bóng đá người Bồ Đào Nha thi đấu cho Associação Académica de Coimbra – O.A.F. ở vị trí hậu vệ.

## Sự nghiệp câu lạc bộ
Ngày 19 tháng 4 năm 2017, Esgueirão có màn ra mắt cho Académica trong trận đấu tại LigaPro 2016–17 trước Freamunde.